# Badminton-Juniorenozeanienmeisterschaft 2015
Die Badminton-Juniorenozeanienmeisterschaft 2015 fand vom 12. bis zum 18. Februar 2015 in Auckland statt. An den ersten vier Tagen wurde ein Teamwettbewerb ausgetragen, an den restlichen drei Tagen fünf Einzelwettbewerbe.

## Sieger und Platzierte
| Disziplin    | Gold                       | Silber                        | Bronze                        |
| ------------ | -------------------------- | ----------------------------- | ----------------------------- |
| Herreneinzel | Oscar Guo                  | Benjamin Hillier              | Daxxon Vong                   |
| Herreneinzel | Oscar Guo                  | Benjamin Hillier              | Edward Lau                    |
| Dameneinzel  | Alice Wu                   | Tiffany Ho                    | Rowena Devathasan             |
| Dameneinzel  | Alice Wu                   | Tiffany Ho                    | Tamara Otene                  |
| Herrendoppel | Niccolo Tagle Daxxon Vong  | Oscar Guo Christopher Steeghs | Justin Lee Tang Huaidong      |
| Herrendoppel | Niccolo Tagle Daxxon Vong  | Oscar Guo Christopher Steeghs | Jack Boyle Jasmanjot Virk     |
| Damendoppel  | Khoo Lee Yen Alice Wu      | Rowena Devathasan Deborah Yin | Gaea Mari Galvez Alyssa Tagle |
| Damendoppel  | Khoo Lee Yen Alice Wu      | Rowena Devathasan Deborah Yin | Celine Shao Theresa Yeung     |
| Mixed        | Tang Huaidong Khoo Lee Yen | Justin Lee Tiffany Ho         | Austin Yu Alice Wu            |
| Mixed        | Tang Huaidong Khoo Lee Yen | Justin Lee Tiffany Ho         | Kunal Patil Janet Son         |
| Mannschaft   | Australien                 | Neuseeland I                  | Neuseeland II                 |